# Elfstedentocht (roeien)
De elfstedenroeimarathon is een jaarlijkse roei-estafette die sinds 1984 gehouden wordt. Deze roeivariant van de Friese Elfstedentocht wordt gehouden op de vrijdagavond en -nacht en zaterdag na Hemelvaartsdag. Jaarlijks doen zo'n honderd binnen- en buitenlandse ploegen mee, samen goed voor ruim 1100 deelnemers. De roeiers binden met elkaar de strijd aan om de route van 210,44 kilometer als snelste af te leggen.

## De omstandigheden
Om het felbegeerde Elfstedenkruisje te verdienen, moeten de ploegen de tocht binnen 24 uur volbrengen. De estafettewedstrijd wordt door ploegen van negen tot twaalf deelnemers verroeid in C2x+ boten - een relatief zware maar stabiele sportroeiboot voor twee roeiers met ieder twee riemen, en een stuurman. Deze boten worden voorafgaand aan de wedstrijd extra geprepareerd met onder andere golfbrekers, extra drijfvermogen, stormlantaarns en een taft aan de voor- en achterzijde, opdat ze eventuele zware weersomstandigheden tijdens de tocht over de Friese wateren goed kunnen trotseren.
De ellfstedenroeimarathon is in de roeiwereld uitgegroeid tot aansprekend evenement met een zeer breed deelnemersveld, variërend van studenten tot ervaren veteranen die al decennia roeien. De tocht vraagt, behalve roeitechniek en -ervaring, ook veel uithoudings- en doorzettingsvermogen van de deelnemers. Dit komt onder andere door de afstand, maar ook door het gewicht van de boot en het feit dat er ook de hele nacht moet worden doorgeroeid. Bovendien telt het traject een aantal 'moeilijke stukken' in de vorm van meren, smalle en ondiepe vaarten, lage bruggen en open stukken met wind tegen.

## De wedstrijd
Het startschot voor de elfstedenroeimarathon klinkt op vrijdagavond om 20:00 uur in de Leeuwarder Prinsentuin. Achtereenvolgens starten de wedstrijdroeiers, de veteranen, de mixed teams en de damesteams. Vervolgens starten enkele ploegen in de buitencategorieën met respectievelijk zes of zelfs maar drie roeiers per ploeg. Als laatste varen de toerroeiers richting Dokkum. 
De deelnemende ploegen leggen het traject in estafettevorm af. Dit betekent dat naast de twee roeiers en de stuurman in de boot er in de meeste gevallen zes tot negen ploeggenoten in auto's meerijden met het traject om de roeiers na een aantal kilometers af te lossen. Voor het behalen van een zo scherp mogelijke eindtijd, oefenen veel ploegen er speciaal voor om de bemanningsleden op de geplande wisselpunten zo snel mogelijk te kunnen afwisselen.
Het publiek kan de teams vrijdagavond in Leeuwarden, Bartlehiem en Dokkum aanmoedigen. Daarna wordt in het donker teruggeroeid via Oudkerk naar Leeuwarden. Vanaf daar wordt de ronde langs de elf steden voortgezet via Sneek, IJlst en Woudsend. Bij zonsopgang passeren de eerste ploegen Sloten, om vervolgens verder te roeien via Balk, Stavoren, Hindeloopen, Workum, Bolsward, Harlingen, Franeker en Berlikum. De winnende ploeg zal op zaterdagmiddag rond 14:00 uur finishen bij het clubhuis van organisator LRV Wetterwille aan de Leeuwarder Froskepôlle; de allerlaatste ploegen finishen aan het begin van de avond rond 20:00 uur.

## Records
Sinds 2009 stond het baanrecord op 16 uur 19 minuten en 34 seconden, geroeid door Gyas. Sinds 2010 is het traject echter gewijzigd: er wordt tussen Franeker en Ritsumazijl niet meer over het Van Harinxmakanaal gevaren, maar via Berlikum. Het baanrecord van de nieuwe route staat sinds 2019 op 16 uur, 52 minuten en 34 seconden, een tijd die gevaren werd door Gyas. Vaak zijn ploegen te bang om hard te starten, en wordt een toptijd varen snel onmogelijk. 

## Serious Request
Tijdens Serious Request 2013 werd een speciale benefieteditie geroeid op 21 en 22 december 2013. De opbrengst hiervan ging naar het goede doel van Serious Request. Deze editie was naast de C2*, ook het boottype C4* toegestaan.